# Haymondia
Haymondia é um género monotípico de plantas com flores pertencentes à família Fabaceae. A única espécie é Haymondia wallichii.
A sua distribuição nativa vai do Nepal à China (Yunnan) e Indochina.